# Hartland (Vermont)
Hartland – miasto w Stanach Zjednoczonych, w stanie Vermont, w hrabstwie Windsor.